# Goshogawara

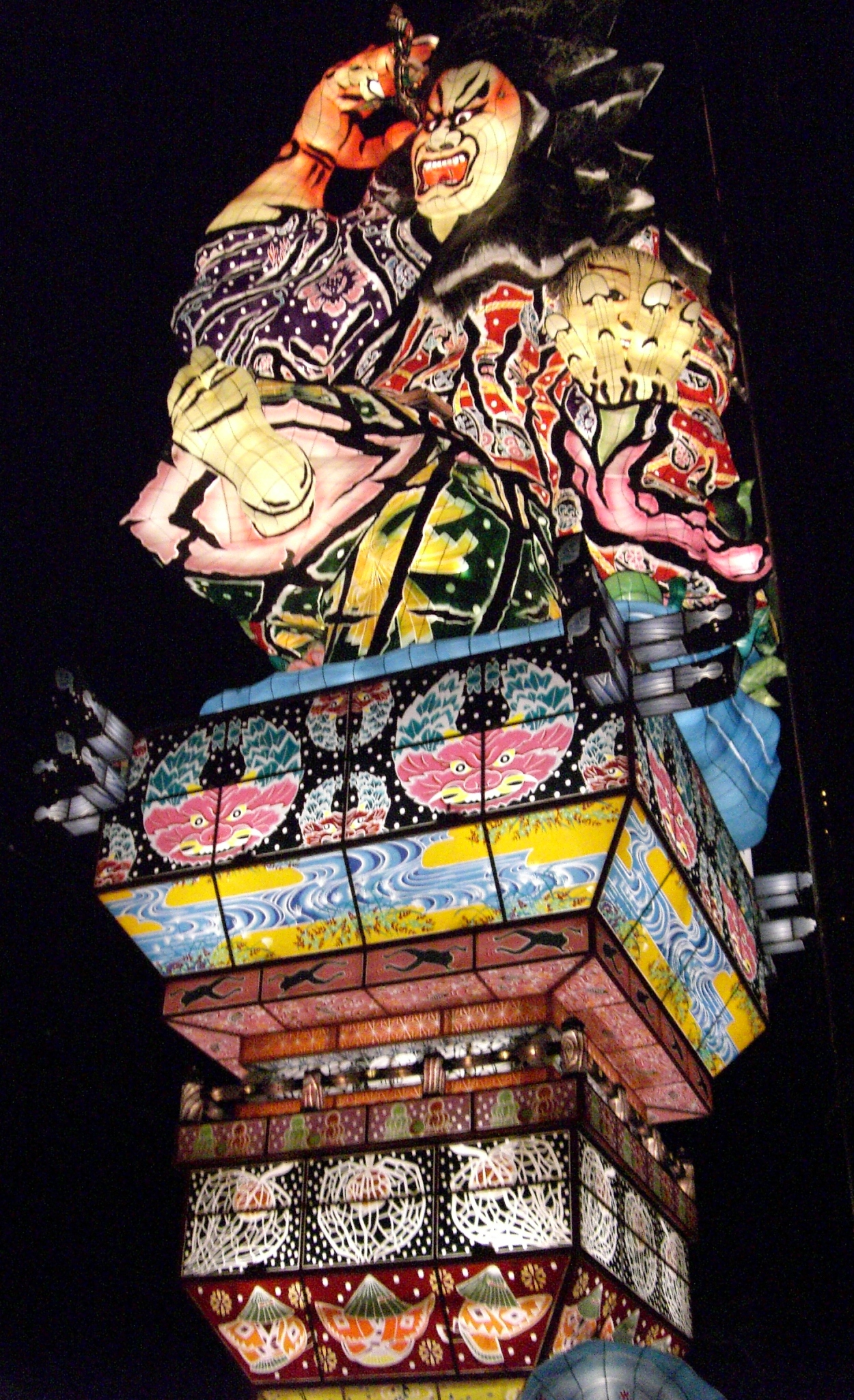
Tachineputa

Goshogawara (jap. 五所川原市 Goshogawara-shi) – miasto w północnej Japonii, na wyspie Honsiu. Znajduje się w prefekturze Aomori. Miasto ma powierzchnię 404,20 km². W 2020 r. mieszkało w nim 51 415 osób, w 20 797 gospodarstwach domowych  (w 2010 r. 58 421 osób, w 21 204 gospodarstwach domowych) . 

## Geografia
Miasto położone jest w zachodniej części prefektury i podzielone jest na dwie części, rozdzielone przez miejscowości Tsugaru i Nakadomari. Główna część miasta leży na wschodnim brzegu rzeki Iwaki u nasady półwyspu Tsugaru. Druga część położona jest na północny zachód od części głównej, nad brzegiem Morza Japońskiego i jeziora Jūsan.
Goshogawara skomunikowana jest liniami kolejowymi Gonō-sen i Tsugaru-sen oraz drogami 101 i 339.

Goshogawara w prefekturze Aomori

## Demografia
| 1995   | 2000   | 2005   | 2010   | 2015   | 2020   |
| ------ | ------ | ------ | ------ | ------ | ------ |
| 63 383 | 63 208 | 62 181 | 58 421 | 55 181 | 51 415 |

## Festiwal Tachineputa
Co roku w dniach od 4 do 8 sierpnia w Goshogawara odbywa się Festiwal Tachineputa. Nazwa pochodzi od ogromnych świetlnych figur przemieszczanych w paradzie poprzez miasto. Poza okresem festiwalu można je oglądać w muzeum o nazwie Tachineputa no Yakata.